# Dalabyggð
Dalabyggð est une municipalité située sur la côte ouest de l'Islande.

## Démographie
Évolution de la population :
2011: 684
2022: 665 

## Personnages liés à la municipalité
- Erik le Rouge (950-1006)
- Leifur Eiríksson (~980-1020)